# Daniel Kablan Duncan

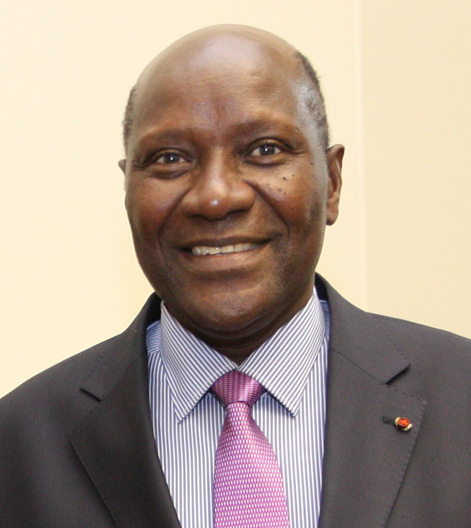
Daniel Kablan Duncan 2013 in London

Daniel Kablan Duncan (* 30. Juni 1943) ist ein ivorischer Politiker. Er war vom 11. Dezember 1993 bis 24. Dezember 1999 und vom 21. November 2012 bis 10. Januar 2017 Premierminister seines Landes.
Duncan ist Mitglied der Parti Démocratique de Côte d’Ivoire (PDCI). Er wurde nach dem Tod des Präsidenten Félix Houphouët-Boigny und dem Rücktritt des Premierministers Alassane Ouattara zum Premierminister. Zuvor war er unter Ouattara Finanzminister, für dieses Ressort blieb er weiterhin zuständig.
Nach einem Militärputsch gegen Präsident Henri Konan Bédié wurde Seydou Diarra neuer Premierminister unter dem Übergangspräsidenten General Robert Guéï. Duncan ging ins Exil nach Togo und Paris. 
Am 1. Juni 2011 wurde Duncan Außenminister unter Premierminister Guillaume Soro und behielt das Amt auch in der Regierung Ahoussou-Kouadio.
Am 21. November 2012 wurde Duncan erneut Premierminister. Am 6. Januar 2017 gab Präsident Alassane Ouattara den Rücktritt Duncans bekannt.